# Schmilblick
Pour les articles homonymes, voir Schmilblick (homonymie).
Le Schmilblick est un objet imaginaire créé par l'humoriste Pierre Dac dans les années 1950. Selon son concepteur, cet objet ne sert absolument à rien et peut donc servir à tout car il est « rigoureusement intégral ».

## Présentation
Voici la description farfelue du Schmilblick faite par Pierre Dac :

« C'est dans la nuit du 21 novembre au 18 juillet de la même année que les frères Fauderche ont jeté les bases de cet extraordinaire appareil dont la conception révolutionnaire risque de bouleverser toutes les lois communément admises tant dans le domaine de la physique nucléaire que dans celui de la gynécologie dans l'espace. Voici donc, d'après la communication qu'ils viennent d'adresser à l'Académie des inscriptions sur les murs, et des belles lettres recommandées, quelles en sont les principales caractéristiques.
Le Schmilblick des frères Fauderche est, il convient de le souligner, rigoureusement intégral, c'est-à-dire qu'il peut à la fois servir de Schmilblick d'intérieur, grâce à la taille réduite de ses gorgomoches, et de Schmilblick de campagne grâce à sa mostoblase et à ses deux glotosifres qui lui permettent ainsi d'urnapouiller les istioplocks même par les plus basses températures.
Haut les cœurs et chapeaux bas devant cette géniale invention qui, demain ou après-demain au plus tard, fera germer le blé fécond du ciment victorieux qui ouvrira à deux battants la porte cochère d'un avenir meilleur dans le péristyle d'un monde nouveau…. »

Pierre Dac attribue l'invention du Schmilblick aux frères Fauderche, Jules et Raphaël. Les noms de ces personnages seront repris dans le feuilleton radiophonique Bons baisers de partout, dont il est l'auteur avec Louis Rognoni. Cependant, l'objet imaginaire au centre de l'émission sera le « biglotron », dont les caractéristiques sont très proches de celles du Schmilblick, inventé par le professeur Slalom Jérémie Ménerlache.
Le mot devient dès lors très populaire et est employé parfois en français comme synonyme de « truc », « machin », désignant un objet étrange ou sans importance dont on ne connaît pas le nom.
La consonance de ce néologisme peut évoquer le yiddish, ce qui ne serait pas surprenant étant donné l'origine juive de Pierre Dac, né André Isaac. Par exemple, les mots schlemiel = idiot ; billik = pas cher (en allemand : billig) ; schmeikel = escroquer[Interprétation personnelle ?].

## Adaptation en jeu télévisé en direct
En 1969, le nom de l'objet est repris par les producteurs et présentateurs Guy Lux et Jacques Antoine pour un jeu télévisé en direct, Le Schmilblic (parfois orthographié « Schmilblick » ou « Schmilblik »). Le principe consiste à deviner le nom d'un objet, à partir de quelques-unes de ses caractéristiques déjà rendues publiques, et des réponses affirmatives fournies par le présentateur à des questions simples posées par l'auditeur.
Dans sa version télévisée, le Schmilblick reprend lui-même le principe du jeu radiophonique Tirlipot présenté par Évelyne Pagès, que Guy Lux et Jacques Antoine ont créé sur la station RTL à partir de 1965. Cette version est toutefois elle-même inspirée du jeu radiophonique de Radio-Luxembourg animé par Pierre Bellemare et intitulé « La Chose ». Le nom et l'idée d'un objet mystérieux ont été inspirés à Jacques Antoine en voyant l'affiche du film La Chose d'un autre monde.
Au milieu des années 1990, sous l'impulsion de Guy Lux Radio Nostalgie relance ce jeu, dans une version radiophonique quotidienne produite par Nicolas Lespaule et présentée par Georges Beller et Évelyne Leclercq.
Dans le jeu belge Septante et un présenté par Jean-Michel Zecca, le joker « blik » est inspiré de cet objet, comme déclaré par le créateur de l'émission lors d'une interview.

## Sketch parodique de Coluche
Le jeu télévisé est parodié dans un sketch signé et interprété par Coluche, rendu public à partir de 1975 et qui sort en disque 45 tours à la même période. Caricaturant l'émission télévisée, avec la participation de Martin Lamotte (voix) pour Guy Lux et Christine Dejoux figurant Simone Garnier, Coluche interprète plusieurs candidats qui forment une succession de personnages pittoresques dont l'incontournable « Papy Mougeot » qui bute sans cesse sur le mot « schmilblick ».

## Expression dans le langage courant
En France, on utilise toujours ce terme au début du XXIe siècle pour désigner une aide ponctuelle à une situation ou à un problème dont la résolution est difficile : « C'est juste pour faire avancer le schmilblick ! » ; « Ça ne fait pas avancer le schmilblick tout ça », ou pour s'interroger sur lesdits problèmes ou situations : « Mais qu'est-ce que c'est que ce schmilblick ? ».[réf. souhaitée]
L’expression « faire avancer le schmilblick » vient de la réponse que donnaient les participants au jeu Le Schmilblick qui n'avaient pas la réponse, mais qui voulaient participer à l'identification de l'objet mystère (et surtout passer à la télévision). Cette expression a été ensuite reprise dans le sketch de Coluche.

## Adaptation en jeu mobile
En 2017, le jeu a été adapté sur téléphone mobile. Il reprend le principe de la devinette et permet de soutenir des associations d'intérêt général, justement pour « faire avancer le schmilblick ».